# Tonsura

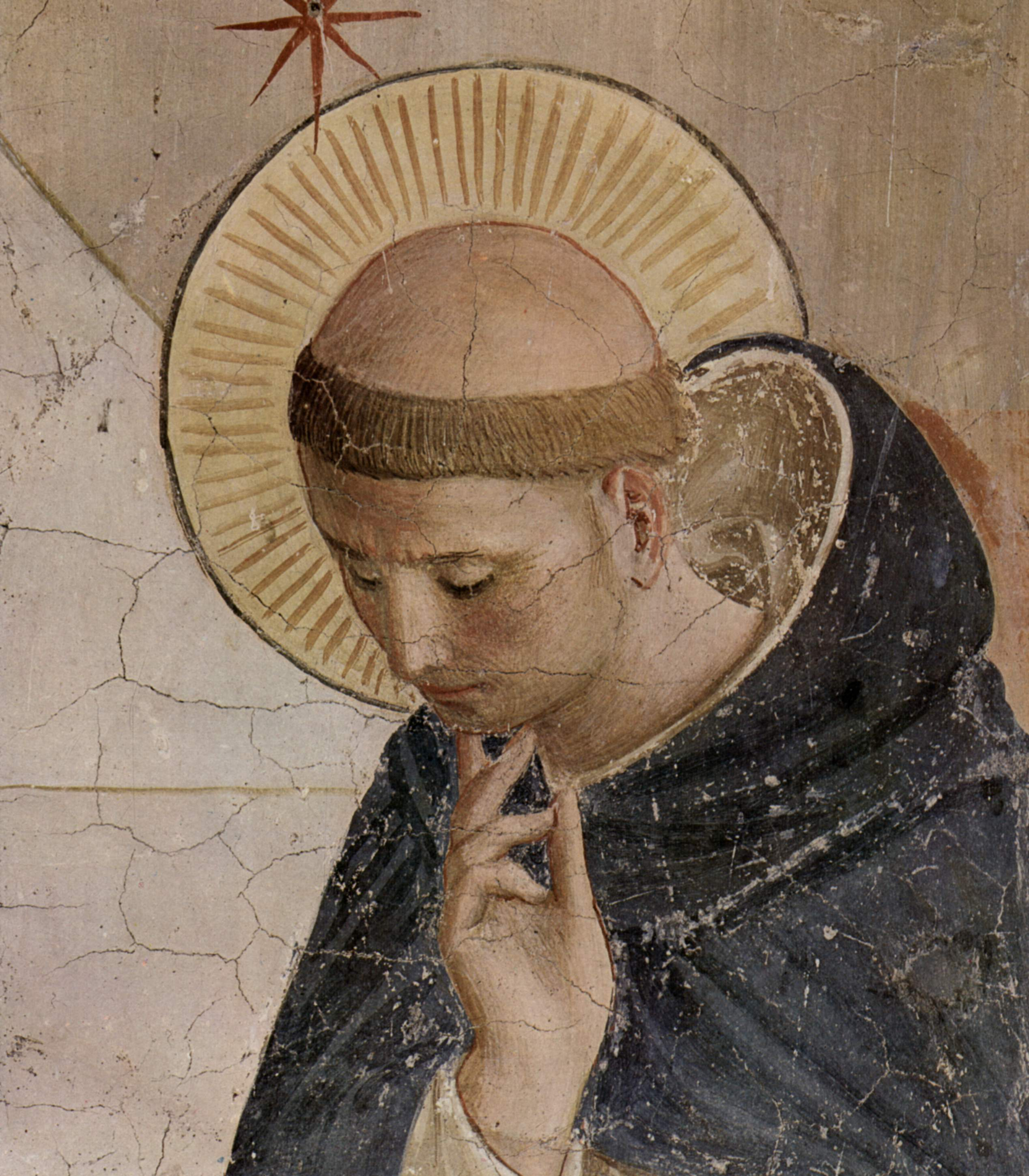
Una tonsura romana (particolare da Beato Angelico, Cristo deriso, 1440-41 circa)

La tonsura è il rito che, in alcune chiese cristiane, precede il conferimento degli ordini sacri e indica l'ingresso nello stato clericale (tonsura ecclesiastica) e anche il rito con cui in alcuni ordini religiosi il novizio si consacra a Dio (tonsura monastica). La tonsura ecclesiastica consiste essenzialmente nel taglio di cinque ciocche di capelli, come simbolica forma di rinuncia al mondo da parte dell'aspirante chierico, e come segno di distinzione tra chierici e laici. La forma che i capelli assumono viene infatti detta chierica. La tonsura monastica consiste in una rasatura, in forma di disco, più o meno estesa.

## Storia
In origine aveva forme diverse. Fino al V secolo, infatti, la Chiesa si limitò a prescrivere ai chierici di portare capelli corti e modesti, avendo così già insegnato san Paolo; ma non v’è traccia alcuna dell’attuale tonsura. Fu nel VI secolo che, per protesta all'uso barbarico d’arrotondarsi la capigliatura in modo esagerato, e anche per spirito di umiltà, i monaci cominciarono a radersi completamente. Questa rasatura totale fu chiamata la tonsura di san Paolo. Questa corona man mano si allargò e la parte rasata si restrinse fino a diventare la tonsura attuale. In mosaici del secolo V si vedono rappresentati col capo raso anche gli apostoli e persino i profeti. I chierici imitarono questo esempio, ma, per distinguersi dai monaci e più ancora dai penitenti, lasciarono intorno alla testa una breve corona di capelli, detta corona di san Pietro.
Si stabilizzò come rito nel VII secolo, e precisamente nel Concilio di Toledo del 633, separandosi dal conferimento del primo ordine e venendo riservata al vescovo o ad un suo delegato. Poi la rasura prese altre forme. Nella Chiesa orientale restò quella completa; in Italia principalmente si lasciò solo un cerchio di capelli attorno al capo (corona, forma coronalis, tonsura sancti Petri); nell'Irlanda e nella Scozia, donde l'uso passò in Francia e in Germania, i monaci si tagliavano i capelli anteriormente da un orecchio all'altro (tonsura sancti Ioannis o Simonis Magi). Dopo il secolo XI la corona sancti Petri andò restringendosi, nonostante l'opposizione e le sanzioni di molti sinodi; nel secolo XVI variava di grandezza secondo il grado del chierico.
Secondo il disposto del motu proprio Ministeria quaedam del papa Paolo VI del 15 agosto 1972 nella Chiesa latina la «Prima Tonsura non viene più conferita» a partire dal 1º gennaio 1973. Tuttavia, alcuni istituti hanno ottenuto il permesso di continuare a conferire la tonsura: la Fraternità Sacerdotale San Pietro, l'Istituto di Cristo Re Sommo Sacerdote e l'Amministrazione apostolica personale San Giovanni Maria Vianney. Mantengono la tonsura anche i gruppi cattolici tradizionalisti dissidenti nei confronti della Santa Sede.
Nella Chiesa latina, dopo quest'atto simbolico, il chierico era obbligato a portare continuamente una parte di capelli tagliata, anche questa detta tonsura (Cod. Iur. Can., c. 136, par. 1), che finì per ridursi a un piccolo disco raso alla sommità del capo. Nelle Chiese orientali, sia cattoliche sia ortodosse, è tuttora conferita la tonsura clericale, equivalente della "prima tonsura" della Chiesa latina. Essa viene conferita all'interno del rito di ordinazione al lettorato, immediatamente prima della preghiera di ordinazione. Per questo motivo si distinguono i lettori tonsurati dai lettori non ordinati.